# HC Kladno 1988
HC Kladno 1988 (celým názvem: Hockey Club Kladno 1988) byl český klub ledního hokeje, který sídlil v Kladně ve Středočeském kraji. Založen byl v roce 1988, zanikl v roce 2014. V letech 2007–2013 působil ve Středočeské krajské soutěži, páté české nejvyšší soutěži ledního hokeje.
Své domácí zápasy odehrával na ČEZ stadionu s kapacitou 8 600 diváků.

## Přehled ligové účasti
Stručný přehled
Zdroj:
- 1994–1995: Středočeský krajský přebor (4. ligová úroveň v České republice)
- 2003–2005: Středočeský krajský přebor (4. ligová úroveň v České republice)
- 2005–2013: Středočeská krajská soutěž (5. ligová úroveň v České republice)
- 2013–2014: Středočeský meziokresní přebor – sk. A (6. ligová úroveň v České republice)

Jednotlivé ročníky
Zdroj:
Legenda: ZČ - základní část, červené podbarvení - sestup, zelené podbarvení - postup, fialové podbarvení - reorganizace, změna skupiny či soutěže
| Česko (1994 – 2014) |                                        |           |           |                                       |          |
| Sezóny              | Soutěž                                 | Úroveň    | ZČ        | Play-off, nadstavba, sk. o udržení... | Poznámky |
| 1994/95             | Středočeský krajský přebor             | 4. úroveň | 1. místo  | Baráž o 2. ligu (prohra)              |          |
| ...                 |                                        |           |           |                                       |          |
| 2003/04             | Středočeský krajský přebor             | 4. úroveň | 11. místo |                                       |          |
| 2004/05             | Středočeský krajský přebor             | 4. úroveň | 10. místo |                                       | Sestup   |
| 2005/06             | Středočeská krajská soutěž             | 5. úroveň | 5. místo  |                                       |          |
| 2006/07             | Středočeská krajská soutěž             | 5. úroveň | 3. místo  |                                       |          |
| 2007/08             | Středočeská krajská soutěž             | 5. úroveň | 5. místo  |                                       |          |
| 2008/09             | Středočeská krajská soutěž             | 5. úroveň | 7. místo  |                                       |          |
| 2009/10             | Středočeská krajská soutěž             | 5. úroveň | 4. místo  |                                       |          |
| 2010/11             | Středočeská krajská soutěž             | 5. úroveň | 4. místo  |                                       |          |
| 2011/12             | Středočeská krajská soutěž             | 5. úroveň | 3. místo  |                                       |          |
| 2012/13             | Středočeská krajská soutěž             | 5. úroveň | 6. místo  |                                       | Sestup   |
| 2013/14             | Středočeský meziokresní přebor – sk. A | 6. úroveň | 4. místo  | Čtvrtfinále                           |          |